# Gaius Valerius Catullus
Gaius Valerius Catullus eller Catullus (født omkring ca. 87 f.Kr. og død omkring 54 f.Kr.) kaldes på dansk Catul. Catullus er et diminutiv og oversættes med "lille Cato". 

## Baggrund
Catul levede i den romerske republiks sidste årtier, da den gamle romerånd gik til grunde. Han blev født ved det nuværende Verona. Hans far var en rig og anset mand af den romerske ridderstand, og Julius Cæsar boede i hans hus, når han kom til Verona. Familien ejede også en lystgård på halvøen Sirmio i Gardasøen. En ruin efter en romersk villa på halvøen udpeges af traditionen som tilhørende Catul,  der elskede hjemmet på Sirmio og ofte opsøgte roen der. 
Da Catul var godt tyve år gammel, kom han til Rom, hvor han snart fik venner og velyndere i ledende kredse med republikansk sindelag. Hans digte til gode venner røber et godt og muntert liv dem imellem. Han arvede en ejendom ved Tibur (vore dages Tivoli), hvor han stiftede bekendtskab med en lang række digtere fra den moderne digterskole neoterikerne. De arbejdede på, med alexandrinerne som forbillede, at skabe en "formfuldendt" kunst. Det litterære bekendtskab har unægtelig medført en vis påvirkning af Catul, som i sine digte smidiggjorde latin for det præcise, rammende udtryk, og beredte vejen for Horats og Ovid. 

## Clodia
Han mødte ca. 25 år gammel den omkring ti år ældre Clodia Metelli, søster af politikeren Publius Clodius Pulcher og gift med rigmanden Metellus Celer. I sine digte omtaler Catul hende ved pseudonymet "Lesbia". Hans lykkeligste år var i 60'erne, før Clodia var blevet enke. Om deres forhold skriver han i Axel Juels oversættelse:
"Kærligheds salige lyst skal os for bestandig forene!"
Det har din dejlige mund, elskede, hvisket mig nu.
Evige guder, velsign, hvad hun siger, og gør det til sandhed,
giv hendes hjerte og sind trang til at være det tro.
Skænk os den lykke at kunne bevare, så længe vi lever,
kærligheds hellige pagt ubrudt imellem os to.
Sådan gik det ikke. Clodia var en åbenbart letsindig kvinde med et hensynsløst temperament og trang til nydelse. Hun førte et løssluppent liv med en lang række forhold, der vakte en mægtig skinsyge hos Catullus. Det kommer til udtryk i hans digte. Hun var en af tidens meste fejrede skønheder og midtpunkt i Roms frivole selskabsliv. Stadig var hun at se på Via Appia på vej til eller fra sin bror Clodius' slot på skrænten op mod Castel Gandolfo. Hovedbygningen lå på en fremspringede pynt, hvor pavens sommerresidens ligger. Lucullus havde et ligeså overdådigt slot i området, som nabo til Cicero, der i sin tale pro Milo talte om Clodius' "afsindige byggelyst", der ikke en gang skånede det gamle helligsted Alba Longa. 
Man ved ikke, hvornår Clodia første gang brød med Catul, men der gættes på 59 f.Kr, da Metellus Celer pludseligt døde. Clodia var nu enke, uhæmmet og fri. Catul skrev:
Ingen anden end mig ville min elskede ægte,
end ikke Jupiter selv ville hun tage til mand.
Således talte hun - ak, hvad kvinden hvisker sin elsker,
skriv det i blafrende blæst, rids det i rindende vand.
Catul var i forvejen forpint efter at hans bror, som han var stærkt knyttet til, var død under en rejse i Lilleasien. For en tid søgte Catul at finde fred og frigørelse i studier og digtning i sin hjemby Verona, men magtede ikke at bryde sine bånd til Clodia. Fortvivlet skrev han disse linjer, i Axel Juels oversættelse:
Nu har du spaltet mit væsen og splittet mit sind ved din brøde;
voldt, at min kærlighedstrang er en fortærende kval:
Elske dig inderligt evner jeg ikke, hvor god du end blev mig;
men blev du aldrig så slet - elske dig måtte jeg dog.
59 f.Kr var også det år, da Marcus Cælius Rufus vendte tilbage til Rom fra feltlivet i Afrika. Han lejede en suite i Clodius' palads på Palatinerhøjen og mødte der Clodius' tre søstre. Snart indledte Clodia og Cælius en kærlighedsaffære, der blev dagens
samtaleemne i Rom. Catul var fortvivlet, og skrev et bidende epigram om sin tidligere ven Cælius. I Axel Juels oversættelse:
Det dog smerter mig mest: Min yndige elskedes
læber besudler du plumpt med dit urene spyt.
Ustraffet bliver det ikke: De kommende slægter skal vide
hvad for en usling du er. Rygtet skal sprede din skam.
I digtet "Uventet lykke" skriver han om sin salighed, da Clodia vendte tilbage til ham:
Helt af dig selv har du bragt mig dig selv. Du har stillet min attrå,
opfyldt mit skønneste håb. - Skønneste dag i mit liv!
Hvem er min lige i lykke, og hvem kan nævne mig noget
værdig til længsel som den lykke du skænked' mig?
Først da Clodia inviterede sin nye ven Cælius med til sin slot ved badestedet Bajæ, indså Catul, at alt var forbi.

## Sidste år
I 57 f.Kr. brød Catul alle broer og rejste sammen med sin nære ven, digteren Helvius Cinna, til provinsen Bithynien, i propraetor (guvernør) Cajus Memmius' følge. Opholdet blev ikke, hvad han havde håbet på, som han skriver i et digt oversat af Axel Juel:
Jeg svared' - som det er - at fra Bithynien
er ingen prætor eller hans kohorte
vendt hjem med noget værd at prale af,
og aller mindst, når prætor var en bjergsom,
pervers og egenkærlig ødeland
som vor, der brød sig fanden om vor velfærd.
Catul fik i breve fra sine venner i Rom stadig nyt om sin elskede Clodia og hendes nye affærer og skandaler, der fremkaldte et had hos ham, der varede livet ud. Da han hørte, at Cælius havde brudt forbindelsen med hende, skrev han til sin ven, at Clodia
slænger væk sin sidste ære,
står ved nattetid i port og stræde,
og er levemænd til skidden glæde.
Cælius har sagt sig enig med Catul, idet han offentligt i en tale på Forum Romanum omtalte Clodia som Clodia Quadrantaria (= "Clodia 25-øres-luderen""). En quadrans var den betaling, den simpleste prostituerede kunne gøre sig håb om. Det øgenavn beholdt hun livet ud. Clodia stævnede Cælius for retten; men øgenavnet fulgte hende alligevel over i historien. I Drumanns Geschichte Roms står hun kun med denne benævnelse. 
Efter et år i Bithynien ved guvernørens stab, lod Catul bygge en båd i pontisk træ og sejlede i foråret 56 f.Kr gennem Hellesponten for at besøge sin brors grav ved Troja:
Nu er kun dette tilbage:
At bede dig modtage sorgens gave,
som fædrenes skik har for de døde beredt.
Ofret, jeg bringer, er vædet af tårer, jeg græd for min broder.
Signet være dit støv! Broder for evigt, farvel!
Han besøgte også Lilleasiens berømteste byer og opholdt sig en tid på Rhodos, før han besøgte sin hjemby Verona og vendte tilbage til Rom. Her fandt han Clodia omgivet af rige bejlere. Nu tabte han fatningen helt og udgød sin vrede i bidende epigrammer. Clodias hus kaldes salax taberna (= den gejle bule), hvor krapylet holder orgier. I digtene om hendes bejlere Egnatius og Ravidus går Catul helt over gevind. Ravidus' eneste ambition er, ifølge Catul, at komme i folkemunde, og Catul lover at sørge for "at omtale dig, så dit navn aldrig skal blive glemt." 
Verselinjerne om Egnatius overgår dog det meste, oversat af Axel Juel:
Aller ledest af jer er Egnatius
med det sorte skæg og evigt åbne grin -
du, der dårer med en række hvide tænder,
du på spansk har børstet rene med urin.
Clodia fortrak ikke en mine under denne styrtsø af fornærmelser; men nu havde Catul, i lighed med Cælius, fået nok. Han var for altid færdig med Clodia, og hans sidste digt til hende lød:
Aldrig du mere min kærlighed skal vente;
den har dit svig brudt ned, som blomsten fager
brydes, når plovjern den strejfer
i furen over en ager.
Clodia sank stadig dybere. I 56 f.Kr. stod Catuls ungdomsven Cælius, der også var blevet Clodias elsker, anklaget for at have forsøgt at dræbe hende med gift. Hans forsvarer Cicero fik ham frikendt efter en forsvarstale, der var et karaktermord på Clodia og en gennemgang af hendes udsvævende liv; samt den udbredte antagelse, at hun havde forgiftet sin mand, og talte sin egen bror, Clodius Pulcher, blandt sine elskere - det hele afrundet med en påmindelse om hendes øgenavn som "25-luderen". Tilintetgjort forsvandt Clodia fra det offentlige liv. 

## Smædedigte om andre
Catul dyrkede forhold til flere kvinder; i sine digte omtaler han også kurtisanerne Ipsithilla og Aufilena. Dertil skrev han kærlighedsdigte til ynglingen Juventius, og en bøn til Aurelius om ikke at berøve ham hans favoritdreng: "Stil dine libertinerlyster tilfreds, hvor og hvornår det passer dig; i alle gader, hvor du finder en yndig dreng; men lad min dreng være." Bortset fra Ovid dyrkede de romerske lyrikere homoseksuelle forbindelser.  Ironisk nok skrev Catul alligevel hånligt om Cæsars angivelige homoseksualitet i smædedigtene 57 og 93. 
Cæsars ingeniørgeneral Mamurra var overmåde rig og måske derfor den, der udkonkurrerede Catul hos kurtisanen Ameana. Rasende skrev Catul et smædedigt også om hende, oversat af Axel Juel:
500 daler forlangte Ameana
hun, en Mamurras bedærvede tøs,
allemandspigen - og så med den næse!
-500 daler - hun har en skrue løs.
Mamurra og Cæsar fik også passet påskrevet:
Hvem kan vel tie og se roligt til
hvis ikke selv en horkarl, æder, spiller,
at Gallien og Britannien står på spil,
når en Mamurra dér sin rovdrift stiller?
Mon du vil tåle det, perverse Cæsar?
Er det for lidt, hans frådseri og hor
forødte? Først hans egen arv, så Pontus,
så Spanien, hvor han satte sine spor
i Tagos strømme, der for guld er tomme?
Hvorfor forkæle dette skadedyr?
Formår han muligt andet end forøde?
Var det jert formål, Cæsar og Pompejus
da I i almagt lod en verden bløde?
At en general berigede sig i de erobrede områder, hørte i Romerriget til reglen; så dette beske angreb på Cæsar, hans fars gæsteven, skyldes nok mest krænkelsen overat se sig forbigået hos kurtisanen Ameana. Cæsar tilgav da også Catul, at han havde skrevet, hvad Cæsar godt vidste, blev sagt bag hans ryg; og de to blev forsonet. Nogen forsoning blev det derimod næppe med kvinden, Catul havde sendt brev til for at aftale et møde. Måske er der igen tale om Ameana, eller måske Clodia eller en tredje kvinde. Til sådanne meddelelser anvendtes to eller flere trætavler, der blev lukket sammen, og på indersiden var forsynet med et lag voks, hvor beskeden blev indridset med en griffel, stilus. Tavlerne blev så sendt med beskeden i. I dette tilfælde kom der aldrig svar, og Catul gav sin vrede luft: 
Kom, alle smædevers, fra fjern og nær,
kom alle sammen frem og hjelp mig her.
En skændig skøge holder mig for nar;
jeg sendte hende brev og bad om svar,
men tavlerne beholdt hun. Lad os plage
den frække, til hun gi’r mig dem tilbage.
I spørger mig, hvorpå I kender hende.
Så snart I ser en fræk, skabagtig kvinde,
der skrider frem med grin omkring et gab,
Der minder om en gallisk tæves flab,
så omring hende, råb: Fordømte tøjte,
kom hid med tavlerne, fordømte tøjte.
Catul døde sandsynligvis i Rom omkring 30 år gammel. I hvert fald kendes ingen digte fra hans hånd efter 54 f.Kr. 

## Catuls digtning
Størstedelen af Catuls digte er henvendt til Lesbia (Clodia). Ellers dyrker han forskellige genrer: Elegier, idyller, bryllupshymner m.m. Hans digte veksler mellem det forfinede og det grovkornede og sjofle.
Via Catuls digte får vi indsigt i tidens dekadente moral, som påvirkede ham så meget. Digtene fra hans sidste leveår er præget af fortvivlelse, bitterhed og had.

### Catullus 2
Digtet handler om "Lesbia"s tamme spurv, og inspirerede en hel serie digte om den elskedes kæledyr som Ovids elegi om hans elskerinde Corinnas papegøje og Martials epigram om en skødehund. I antikken var fugle almindelige som kærlighedsgaver, og "Lesbia"s spurv kan have været en gave til hende fra Catul.  I Axel Juels oversættelse:
Lille fugl, min skønne piges glæde,
tit hun leger med dig på sit skød;
er hun sorgfuld, men vil ikke græde,
eller vil hun dæmpe hjertets glød?
Søgende en leg, der lindring bringer,
række hun dig spidsen af sin finger,
drilende, indtil du hakker hårdt -
Gid som hun, jeg bare ved at lege
kunne mane mine sorger bort.
Spurven dør, og pigen sørger:
Fuglen, der var hendes ømheds glæde
mere værd end hendes egne øjne,
for den var så sød og kendte hende
som et barn sin mor - og ingensinde
fløj den bort fra hendes skød, men tripped'
hid og did så trygt, imens den pipped'
op imod sin kære herskerinde.
Bort i mulmet fløj den fra min pige -
did, hvorfra man aldrig kom tilbage.
Ve dig, dødens onde, sorte rige,
som vil alt det skønne fra os tage!
Yndig var den fugl, du røved' fra mig.
Død, jeg må din niddingsdåd forbande,
for min piges skønne øje græder,
så de svulmer op med røde rande.

### Catullus 8
Catullus 8 er skrevet, da Lesbia har forladt Catul, der i dette digt forsøger at tale sig selv til fornuft. Han ved, at hun bedrager ham og giver sig hen til andre; men klamrer sig til håbet om, at han er den eneste, hun vil kysse. Digtet ender sådan:
Farvel, min ven! Nu er Catul en mand.
Han tigger ikke, hvad du ej vil give.
Usalige, hvor trist dit liv vil blive,
når ingen kalde dig sin hjertenskær,
og du af ingen vil begæret være!
Hvem vil da sidde trofast ved din side?
Hvem kan du kysse og i læben bide?
Catul, hold stand, hvor ondt du end må lide.

### Catullus 16
Catullus 16 er Catuls svar til Furius (muligvis digteren Furius Bibaculus) og Aurelius, som havde beskyldt ham for at skrive umoralske digte. Catullus svarer med dette digt, skrevet i et sprog fyldt af eksplicitte seksuelle udtryk, at digteren selv er og skal være kysk, men hans digte må gerne være utugtige, og at det netop er dem, der skriver søde og harmløse digte, man skal vogte sig for.

### Catullus 32
Her er det ikke "Lesbia", men derimod en Ipsithilla, han også var optaget af. 
Catullus 85 er berømt for sit korte og komprimerede udtryk for kærlighedens pinsler.